# Oddział Pieszkowski
Oddział „Pieszkowski” (ros. Oтряд „Пешковский”) – ochotnicza rosyjska jednostka wojskowa w składzie Armii Kwantuńskiej w okresie II wojny światowej.
W latach 1939–1940 w miejscowości Hailar w Mongolii Wewnętrznej został sformowany spośród rosyjskich białych emigrantów ochotniczy oddział wojskowy. Nazwano go „Pieszkowski” od nazwiska dowódcy płk. Iwana A. Pieszkowa. Funkcję zastępcy pełnił Borys Zimin. Oddział liczył ok. 450 kawalerzystów. Organizacyjnie wchodził w skład japońskiej Armii Kwantuńskiej. Na pocz. sierpnia 1945 r. Japończycy rozpoczęli jego rozformowanie, gdyż nie dowierzali w możliwość walki jego żołnierzy z Armią Czerwoną. Ostatecznie 9 sierpnia okrążyli Rosjan w stanicy Buchedu, po czym otworzyli do nich ogień z karabinów maszynowych. Zabitych zostało ponad 100 żołnierzy, w tym płk I.A. Pieszkow.